# Empecamenta methneri
Empecamenta methneri är en skalbaggsart som beskrevs av Moser 1924. Empecamenta methneri ingår i släktet Empecamenta och familjen Melolonthidae. Inga underarter finns listade i Catalogue of Life.